# 武井直也
武井 直也（たけい なおや、1893年（明治26年）6月16日 – 1940年（昭和15年）2月5日）は、日本の彫刻家。

## 概要
長野県出身の彫刻家である。戸張孤雁、アントワーヌ・ブールデルに師事した。日本美術院の同人であったが、脱退して日本彫刻家協会を結成した。代表作となった『髪』は東京国立近代美術館に収蔵されている。そのほか『浴後』と『裸婦』が東京芸術大学大学美術館に収蔵されている。

## 来歴
長野県諏訪郡平野村（現岡谷市）に生まれ、同村の篆刻家の八幡郊処の影響で彫刻家を志した。上京後、戸張孤雁に師事し、東京美術学校（現東京芸術大学）彫刻本科塑像部を卒業。日本美術院展に3年連続入選した後、1924年フランスへ留学、同郷の清水多嘉示らとパリに住む。アントワーヌ・ブールデル門下に入り、東洋人初の塾長となった。1927年帰朝、日本彫刻界にフランス近代彫刻の新しい風を吹き込んだ。昭和の初めころより東京下落合にアトリエをもって製作に没頭し、1936年には日本彫刻家協会を結成してそのリーダーとなった。1940年腸チフスのため東大病院で急逝した。47歳であった。墓所は岡谷市堂庵墓地。

## 作風
作風は、ブールデルに学んだ簡明で、堅固な構成から、帰国ののち、院展時代には次第に浪漫的傾向を表し、自由でおおらかな独自の作風へと発展をしていった。大理石彫刻が多い。

## 家族・親族
長男は彫刻家の武井斌（たけし）。

## 略歴
- 1893年(明治26年) - 長野県諏訪郡平野村（現岡谷市）西堀に生まれる
- 1906年(明治39年) - 小井川尋常高等小学校卒業
- 1914年(大正3年) - 東京聖学院中学5年次に編入
- 1915年(大正4年) - 東京美術学校彫刻本科彫塑部入学
- 1918年(大正7年) - 日本美術院展へ「折井先生胸像」を出品し初入選を果たす
- 1920年(大正9年) - 東京美術学校卒業
- 1924年(大正13年) - フランスへ留学、清水多嘉示らとパリに住む
- 1927年(昭和2年) - 帰国、フランス留学中の作品を発表
- 1932年(昭和7年) - 日本美術院同人となる
- 1936年(昭和11年) - 日本彫刻家協会を結成
- 1940年(昭和15年) - 腸チフスのため東大病院で急逝

## 代表作品

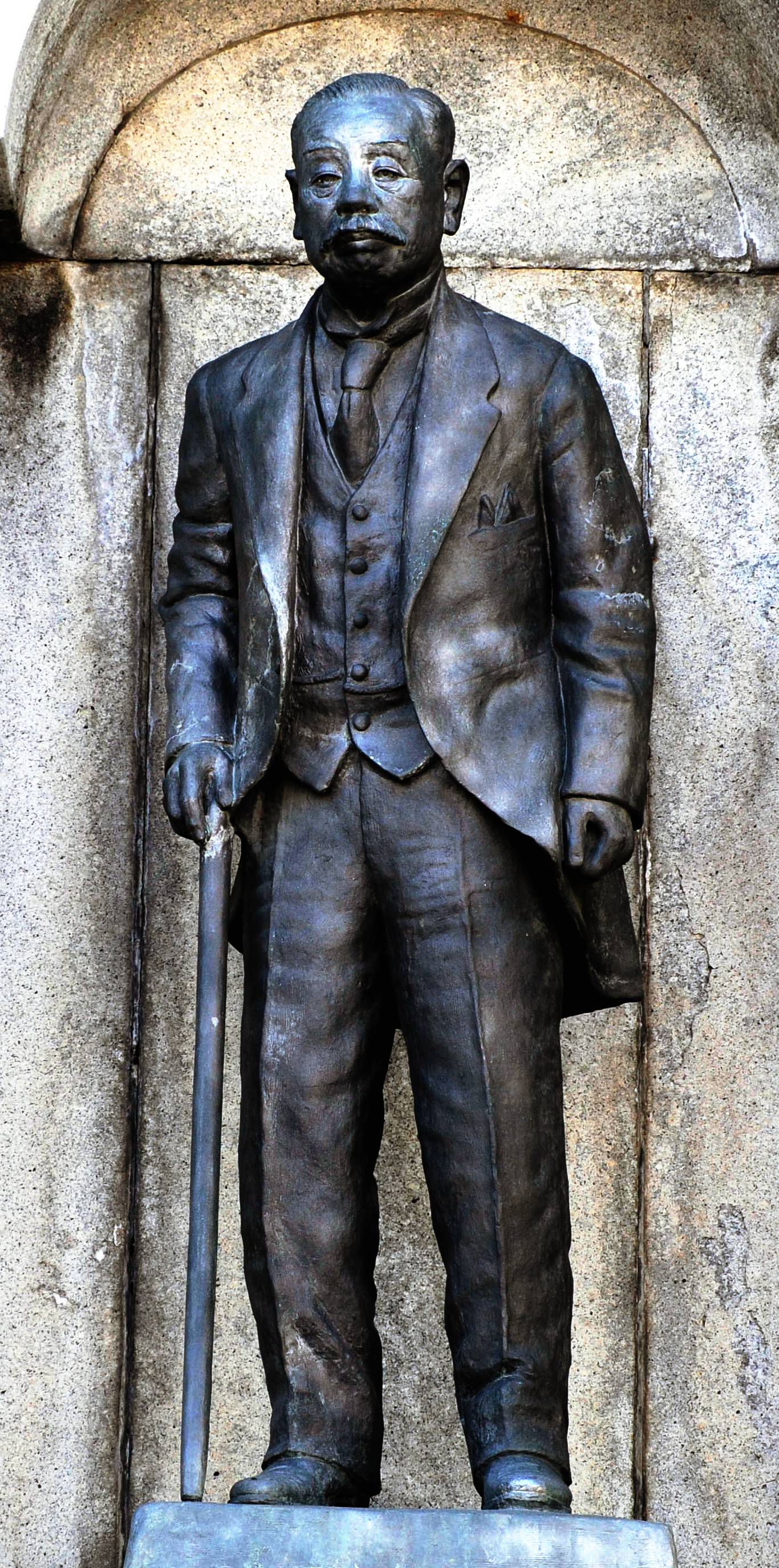
『尾澤福太郎翁壽像』

- 恩師ブールデル像
- 尾澤福太郎翁壽像
- 岩倉氏像（座像、胸像）
- 岩波翁肖像
- まどろみ（大理石、塑像）
- 男立像
- 男座像
- 髪 - ウェイバックマシン（2016年3月4日アーカイブ分）
- 風
- 二人女（レリーフ）
- 風神（枠付レリーフ）
- 勝利（枠付レリーフ） 他裸婦像等多数